# Iuka, Kansas
Iuka är en ort i Pratt County i Kansas. Orten har fått sitt namn efter slaget vid Iuka i amerikanska inbördeskriget. Vid 2010 års folkräkning hade Iuka 163 invånare.